# Ghairatganj
Ghairatganj är en ort i Indien.   Den ligger i distriktet Raisen och delstaten Madhya Pradesh, i den centrala delen av landet, 600 km söder om huvudstaden New Delhi. Ghairatganj ligger 526 meter över havet och antalet invånare är 8 095.
Terrängen runt Ghairatganj är platt. Runt Ghairatganj är det ganska tätbefolkat, med 134 invånare per kvadratkilometer. Det finns inga andra samhällen i närheten. Trakten runt Ghairatganj består till största delen av jordbruksmark.